# Riq Woolen
Tariq Woolen (Fort Worth, 2 maggio 1999) è un giocatore di football americano statunitense che milita nel ruolo di cornerback per i Seattle Seahawks della National Football League (NFL).

## Carriera universitaria
Woolen passò la sua prima stagione a UTSA come redshirt, poteva cioè allenarsi con la squadra ma non scendere in campo. L'anno seguente, nel ruolo di wide receiver, ricevette 15 passaggi per 158 yard e un touchdown. Nella terza stagione iniziò come titolare le prime tre partite, prima di venire spostato nel ruolo di cornerback. Nella nuova posizione divenne titolare l'anno successivo, concludendo con 35 tackle, 1,5 sack, 4 passaggi deviati e un intercetto. Nell'ultima annata ebbe 25 tackle, 5 passaggi deviati e un intercetto.

## Carriera professionistica
Woolen fu scelto nel corso del quinto giro (153º assoluto) del Draft NFL 2022 dai Seattle Seahawks. Debuttò come professionista partendo come titolare nel Monday Night Football del primo turno vinto contro i Denver Broncos, facendo registrare un tackle e un passaggio deviato. Due settimane dopo mise a segno il suo primo intercetto su Marcus Mariota degli Atlanta Falcons. Nel turno successivo ritornò un altro intercetto su Jared Goff dei Detroit Lions per 40 yard in touchdown, risultando decisivo ai fini del 48-45 finale. Nella settimana 6 mise a referto un intercetto per il quarto turno consecutivo (il primo rookie a riuscirvi dal 2010), questa volta ai danni di Kyler Murray, oltre a recuperare un fumble, nella vittoria sugli Arizona Cardinals. Per questa prestazione fu premiato come miglior difensore della NFC della settimana. Alla fine di ottobre fu premiato come rookie difensivo del mese in cui fece registrare 19 tackle, 5 passaggi deviati, 2 fumble recuperati e 3 intercetti. Nella settimana 13 Woolen stabilì un nuovo record di franchigia per un rookie con il suo sesto intercetto, questa volta ai danni di John Wolford, nella vittoria sui Los Angeles Rams. Chiuse la sua prima stagione con 63 placcaggi, 6 intercetti (leader della NFL a pari merito con altri tre giocatori) e 16 passaggi deviati, venendo convocato per il suo primo Pro Bowl, una delle uniche due matricole selezionate, assieme a Sauce Gardner. Fu inserito nella formazione ideale dei rookie dalla Pro Football Writers of America e si classificò terzo nel premio di rookie difensivo dell'anno dietro a Gardner e ad Aidan Hutchinson. Inoltre fu votato dai suoi colleghi al 76º posto nella NFL Top 100, l'annuale classifica dei cento migliori giocatori della stagione.
Il primo intercetto della sua seconda stagione Woolen lo fece registrare nell'ottavo turno ai danni di P.J. Walker nella vittoria sui Cleveland Browns. Il secondo fu nella settimana 11 su Matthew Stafford dei Los Angeles Rams. Un'annata non al livello di quella di debutto si chiuse con 53 placcaggi, 2 intercetti e 11 passaggi deviati in 16 presenze, tutte tranne una come titolare. A fine anno fu votato al numero 91 nella NFL Top 100 dai suoi colleghi.
Nella prima gara della stagione 2024 Woolen fece registrare un intercetto e due passaggi deviati sul rookie Bo Nix nella vittoria sui Broncos per 26-20. Nel penultimo turno interruppe una striscia di Caleb Williams di oltre 350 passaggi senza intercetti, la quarta più lunga della storia della NFL, mettendo a segno quello decisivo nel finale del quarto periodo della vittoria contro i Chicago Bears. La sua stagione si chiuse con 46 placcaggi, 3 intercetti, 14 passaggi deviati e un fumble forzato in 15 presenze, di cui 14 come titolare.

## Palmarès
- Convocazioni al Pro Bowl: 1

2022
- Difensore della NFC della settimana: 1

6ª del 2022
- Rookie difensivo del mese: 1

ottobre 2022
- Leader della NFL in intercetti: 1

2022
- PFWA All-Rookie Team - 2022